# Clapton Community Football Club
Clapton Community Football Club es un club de fútbol comunitario co sede en Forest Gate, Londres, Inglaterra. Su equipo masculino es miembro de la  de la Eastern Counties League . Su equipo femenino compite en la División Uno Norte en la Liga Regional de Fútbol Femenina de Londres y el Sureste . Ambos equipos juegan ahora en The Old Spotted Dog en Forest Gate .

## Historia
El equipo Clapton Community se formó el 27 de enero de 2018 por seguidores desilusionados del Clapton FC después de lo que consideraron una mala gestión del club por parte del presidente Vince McBean.  Durante la temporada de debut del club, Clapton Community vendió 11.500 camisetas de visitante, 5.500 de ellas a España, después de que la equipación se basara en las Brigadas Internacionales y la Bandera de la Segunda República Española .  
El 11 de mayo de 2019, Clapton Community ganó la División Uno de la Liga del Condado de Middlesex (Central y Este), ganando el ascenso a Primera División, después de una victoria de 3-0 contra el FC Roast.  Clapton Community ingresó en el FA Vase por primera vez en 2019-2020 . 
Durante junio de 2019, el club anunció la formación de un equipo femenino con el ex primer equipo del AFC Stoke Newington bajo la bandera de Clapton Community.  El equipo femenino compitió en la División Uno de la Liga de fútbol femenina del Gran Londres durante la temporada 2019-2020, pero ascendido a la División Uno Norte de la Liga Regional de Fútbol Femenina de Londres y el Sureste en la temporada 2021-22 . En la Copa FA femenina, consiguieron el mayor logro en la historia del club, al eliminar al Hounslow WFC (3ª división). 
Durante las protestas en Polonia en octubre de 2020, el equipo de fútbol femenino mostró su apoyo a las manifestantes al posar junto a una pancarta en la que se expresaba solidaridad con la lucha por los derechos de las mujeres. Este gesto recibió una amplia atención en los medios de comunicación polacos.  
El 12 de marzo de 2021, Clapton Community FC fue galardonado con el premio 'Lockdown Heroes' de la Football Supporter Association en reconocimiento a su destacada iniciativa comunitaria llamada 'Clapton Against Corona'. Esta iniciativa se centró en la recaudación de fondos y la provisión de asistencia financiera a las personas locales cuyos medios de vida se vieron afectados debido a la pandemia de coronavirus.. 

## Estadio

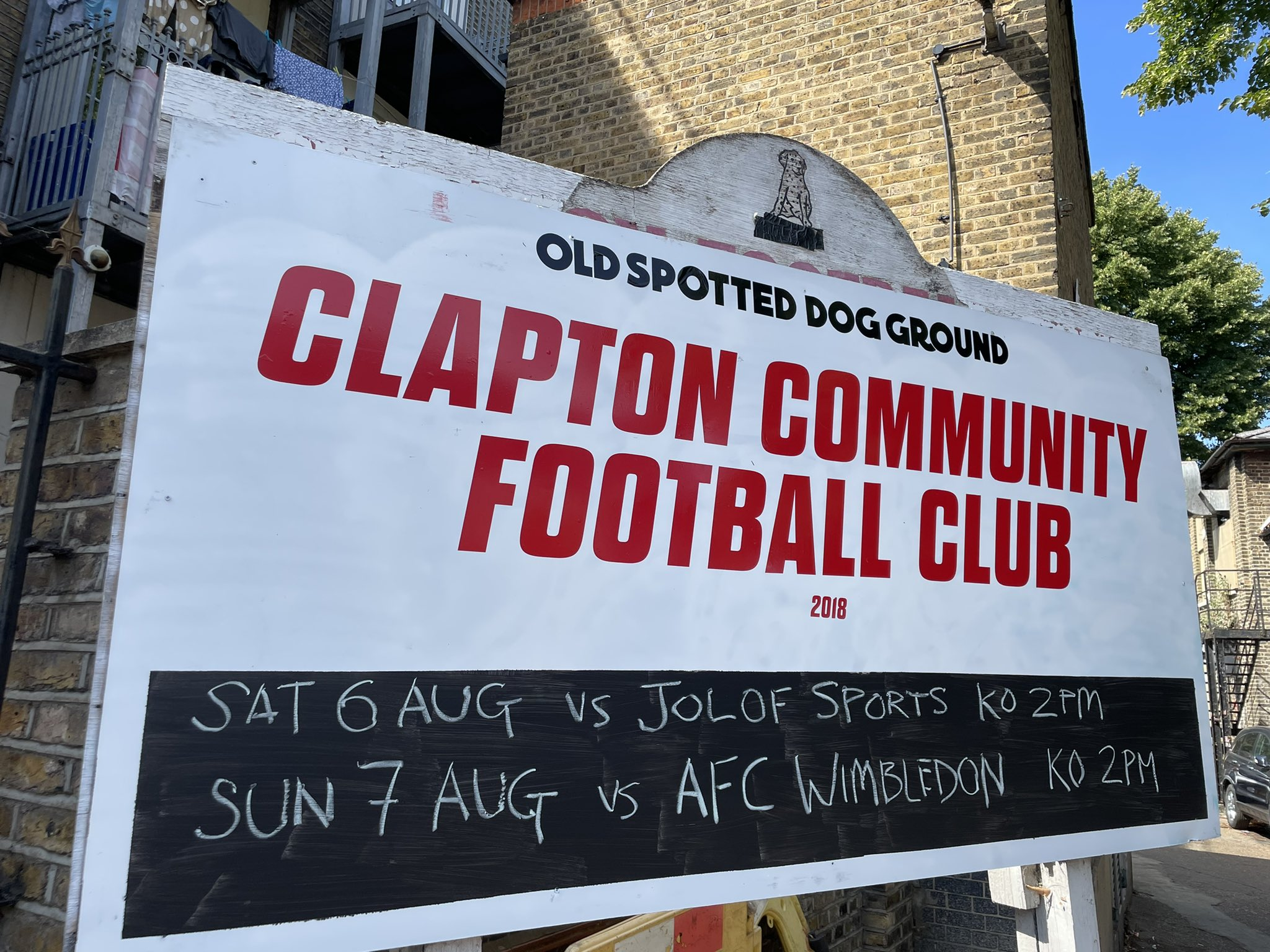
El cartel frente a Old Spotted Dog Ground

Hoy en dia, tanto el primer equipo femenino como el masculino juegan en The Old Spotted Dog en Forest Gate.
El 17 de septiembre de 2019, se confirmó que a Clapton Community fue adjudicataria del contrato de arrendamiento de The Old Spotted Dog, tras el desalojo de Clapton FC.  El 24 de julio de 2020, Clapton Community anunció que habían comprado la propiedad absoluta de The Old Spotted Dog y se habían convertido en los nuevos propietarios. 
A partir de 2022, el primer equipo femenino jugará en The Old Spotted Dog, utilizando vestuarios de la cercana Stratford School . Tras ejecutar la compra del almacén adyacente y la renovación de los antiguos vestuarios, el primer equipo masculino pudo unirse al primer equipo femenino y utilizar The Old Spotted Dog como su estadio. Los equipos juveniles de Clapton Community entrenan en el mismo campo.
El equipo de desarrollo masculino juega en Hackney Marshes . El equipo de desarrollo femenino juega en Tooting Common. Los equipos femeninos de acceso abierto suelen jugar en el Jack Carter Center, en Gants Hill.
Los equipos de cinco jugadores de Clapton, Clapton CFC Belters y Clapton CFC Massive juegan en Mabley Green, Hackney .

## Seguidores
Los seguidores del club son conocidos por ser de izquierda y autoproclamados antifascistas .  El club tiene varios grupos ultras como los Clapton Punks,  los Gravy Ultras,  Brigata Ultra Clapton y los UmarellOldtras.